# Seebachkapelle (Bad Reichenhall)
Die Seebachkapelle (auch: Kapelle zur Schmerzhaften Mutter am Seebach) ist eine Kapelle aus dem frühen 17. Jahrhundert im Ortsteil Karlstein von Bad Reichenhall.
Die Kapelle steht unter Denkmalschutz und ist unter der Nummer D-1-72-114-189 in die Bayerische Denkmalliste eingetragen.

## Lage
Die Kapelle befindet sich am westlichen Ortsausgang von Karlstein in Richtung Thumsee direkt am Seebach am Fuße des Pankrazfelsens, auf dem sich die Wallfahrtskirche St. Pankraz befindet.

## Geschichte
Nach Unterlagen wurde die Seebachkapelle 1608 als Leonhardkapelle erbaut, ohne dass der Erbauer oder Motiv ersichtlich ist. Die Vermutung des Baus im Zuge der Erbauung der Soleleitung von Reichenhall nach Traunstein schied aus, da mit dem Bau der Soleleitung erst 1617 begonnen wurde. Offen ist bis heute, ob die Kapelle bei einem Neu- oder Umbau der Seebachmühle errichtet wurde oder aber mit dem Bau der Straße über den Thumsee, den Antoniberg nach Weißbach und Inzell, dem sog. Neuweg über den Cleber um 1590.
Historisch belegt sind die Besitzansprüche des Maurers Kaspar Hafner, der nach dem Tode der Hebamme Anni Hafner in den Besitz der Seebachkapelle kam. Nach einem angeblichen Verlust der Besitzurkunde bat Hafner, Ansprüche anzumelden, worauf der Seebachmüller Max Grundner erklärte, die Kapelle stehe auf seinem Grund und Boden und er sei damit Eigentümer der Kapelle.
Die Bemühungen, die dem Verfall preisgegebene Kapelle zu erhalten, gehen auf das Jahr 1950 zurück. Da der Besitzer finanziell nicht in der Lage war, reparierte die Gemeinde Karlstein den Dachstuhl und erneuerte das Blechdach. Nach mehreren Besitzerwechseln entschied sich der heutige Eigentümer, die Kapelle zu restaurieren und zu erhalten. Da sich jedoch die Kosten auf mindestens 100.000 DM (gut 50.000 EUR) belaufen hätten, konnte der neue Eigentümer diesen Aufwand nicht alleine bewältigen. Der 1. Vorsitzende des Vereins für Heimatkunde Bad Reichenhall und Umgebung e. V., der damalige Stadtpfarrer Helmut Eisele und der damalige Oberbürgermeister Wolfgang Heitmeier bemühten sich gemeinsam um eine Lösung für die Kapelle. Schließlich beschloss man die Restaurierung, unter Federführung des Heimatkundevereins, gemeinsam mit dem Eigentümer, dem Landesamt für Denkmalpflege und der Stadtbaudirektorin.

## Restaurierung
Architekt Walter Löschner, Mitglied des Heimatkundevereins, übernahm die Bauaufsicht, die Ausschreibungen und die Rechnungsprüfung. Im Juni 1998 baute der Städtische Bauhof einen neuen Steg und setzte die Zufahrtsstraße instand. In den folgenden Monaten wurden die Grundmauern saniert, ein neuer Dachstuhl und Blechdach installiert, Maler- und Stuckarbeiten durchgeführt und Gitter und Tore erneuert oder ersetzt.
Die Kosten wurden vom Heimatkundeverein, der Stadt, mehreren Stiftungen, und durch zahlreiche private Spenden gedeckt. Zahlreiche örtliche Unternehmen arbeiteten zudem teilweise kostenlos. Der Reichenhaller Künstler Angerer der Jüngere überließ 38 signierte Holzschnitte der Seebachkapelle, der Verkaufserlös kam der Restaurierung zugute.

## Heutige Nutzung
Die Kapelle ist öffentlich zugänglich, der örtliche Trachtenverein, Kranzlstoana Karlstein, führt regelmäßig eine Maiandacht an der Kapelle durch.